# Sigitas Jakubauskas
Sigitas Jakubauskas (ur. 29 grudnia 1958 w Kownie) – litewski piłkarz występujący na pozycji napastnika, a także trener. Reprezentant Związku Radzieckiego.

## Kariera klubowa
Jakubauskas karierę rozpoczynał w 1978 roku w Žalgirisie Wilno, grającym w drugiej lidze Związku Radzieckiego. W 1982 roku wywalczył z nim awans do pierwszej ligi. Graczem Žalgirisu był przez 12 sezonów. W 1990 roku przeszedł do niemieckiego BVL Remscheid, występującego w Oberlidze, stanowiącej trzeci poziom rozgrywek w Niemczech. W 1991 roku awansował z zespołem do 2. Bundesligi. W 1993 roku spadł z Remscheid do trzeciej ligi, a rok później do czwartej. W 1996 roku awansował z nim z powrotem do trzeciej ligi, a w 1998 roku zakończył karierę.

## Kariera reprezentacyjna
W reprezentacji Związku Radzieckiego Jakubauskas wystąpił jeden raz, 7 sierpnia 1985 w wygranym 2:0 towarzyskim meczu z Rumunią.